# Obélisque du Latran
L'obélisque du Latran ou obélisque de la place Saint-Jean-de-Latran est un obélisque égyptien du XVe siècle avant notre ère, situé à Rome au Latran. À l'origine, il avait été érigé à l'est du temple d'Amon à Karnak (Égypte) par le pharaon Thoutmôsis III. C'est le plus grand de tous les obélisques égyptiens connus.

## L'obélisque deThoutmôsisIIIà Karnak
L'obélisque est couvert d'hiéroglyphes : on voit, sur les colonnes centrales des quatre faces, le roi Thoutmôsis III recevant la bénédiction d'Amon-Rê ou Amon-Aton, et aussi déposant des offrandes aux dieux. Son petit-fils Thoutmôsis IV a ajouté les colonnes latérales qui content l'embellissement du temple par ce roi, et aussi les travaux des artisans sur l'obélisque, qui ne durèrent pas moins de trente-cinq ans.
Les spécialistes se sont longtemps demandé quel pouvait être l'emplacement d'origine de cet obélisque. L'égyptologue français Gustave Lefebvre pensait, à la lumière des inscriptions, que le monolithe devait provenir de Karnak et, plus précisément, de la partie est du grand temple. Son collègue Paul Barguet découvrit l'emplacement exact à l'est de la salle des fêtes de Thoutmôsis III en mettant au jour quatre gros blocs de grès assemblés en queue-d'aronde identifiés comme son soubassement. 

## Transport à Rome
Ammien Marcellin rapporte qu'Auguste avait songé à transporter cet obélisque, puis avait dû y renoncer et en choisir un de taille plus modeste, au vu des difficultés techniques que cela posait à l'époque.
C'est Constantin qui, en 337, le fit transporter de Thèbes à Alexandrie, pour l'ériger à Constantinople. Mais il n'eut pas le temps de mener à bien son projet, et son fils Constance II, son successeur, préféra l'acheminer vers Rome en 357, le destinant à la spina du Circus Maximus : le géant vint donc prendre place au côté de l'obélisque d'Auguste, actuellement obélisque de la piazza del Popolo. L'obélisque était coiffé d'une sphère en bronze dorée qui fut foudroyée et remplacée par une torche en airain plaqué d'or.

## Restauration par Sixte Quint
L'obélisque fut retrouvé en 1587, à une profondeur de sept mètres, brisé en trois morceaux, lors de fouilles menées au Grand Cirque par le pape Sixte Quint, qui le fit restaurer et réériger sur la place Saint-Jean-de-Latran l'année suivante, le 3 août 1588, par l'ingénieur Domenico Fontana. L'inauguration eut lieu le 10 août 1588.

## Poids, dimensions
La partie basse manque, sur une hauteur de trente centimètres environ, qui n'a pu être conservée lors de la restauration de 1588. La pointe a également disparu.
- Hauteur actuelle[1] : 32,18 m (hauteur d'origine probable : environ 32,50 m)
- Hauteur actuelle avec le piédestal : 45,70 m
- Poids, selon les auteurs : 230 tonnes, ou 350 t, ou même 455 t (L. Habachi).

Son poids ne peut être que supérieur à celui de l'obélisque de Louxor de la place de la Concorde à Paris, nettement moins volumineux et donné pour 230 tonnes.
- Évaluation du poids des obélisques : voir indications dans l'article Monolithe.

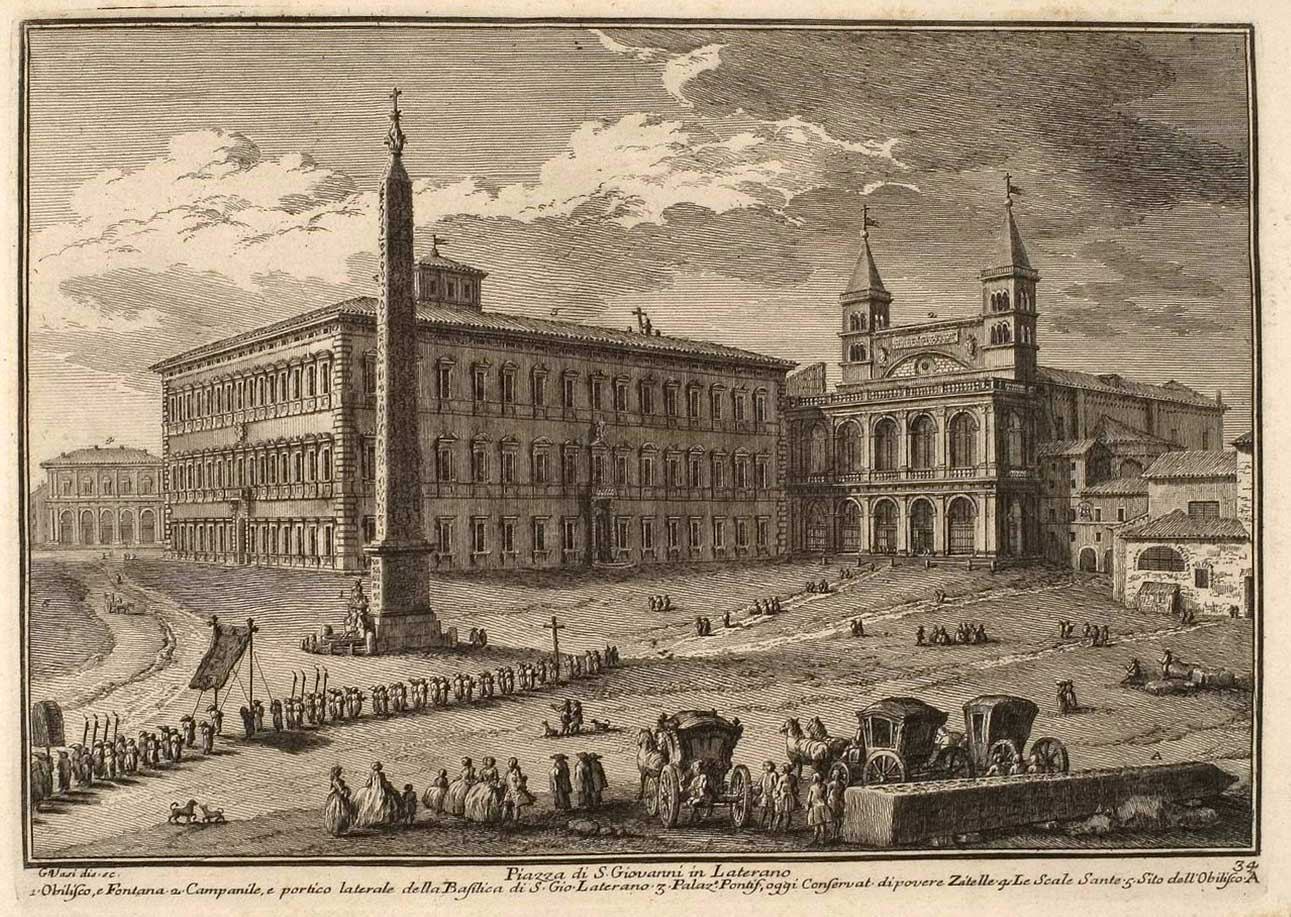
La place Saint-Jean-de-Latran, vue par Giuseppe Vasi (1752).
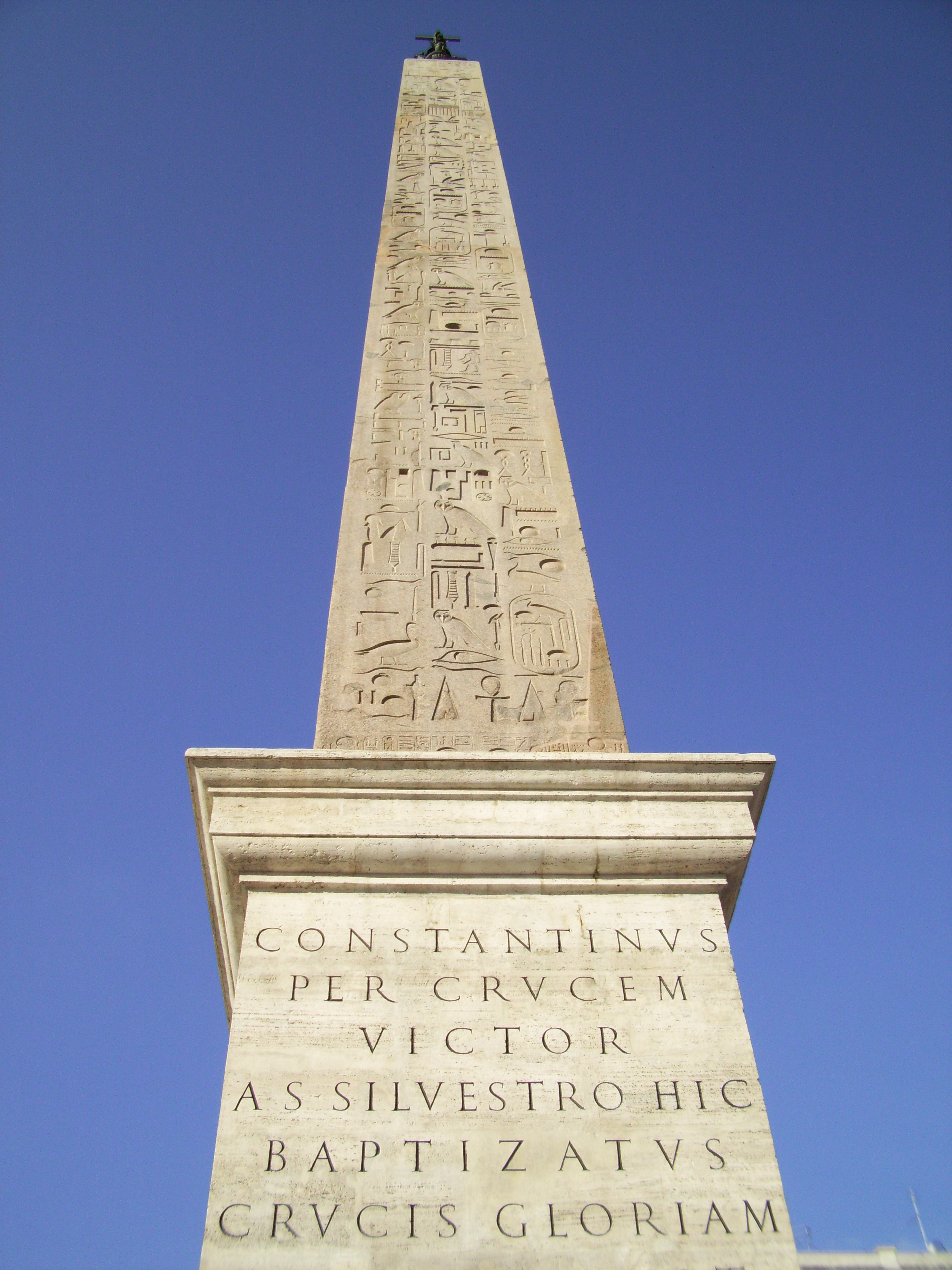
Les inscriptions
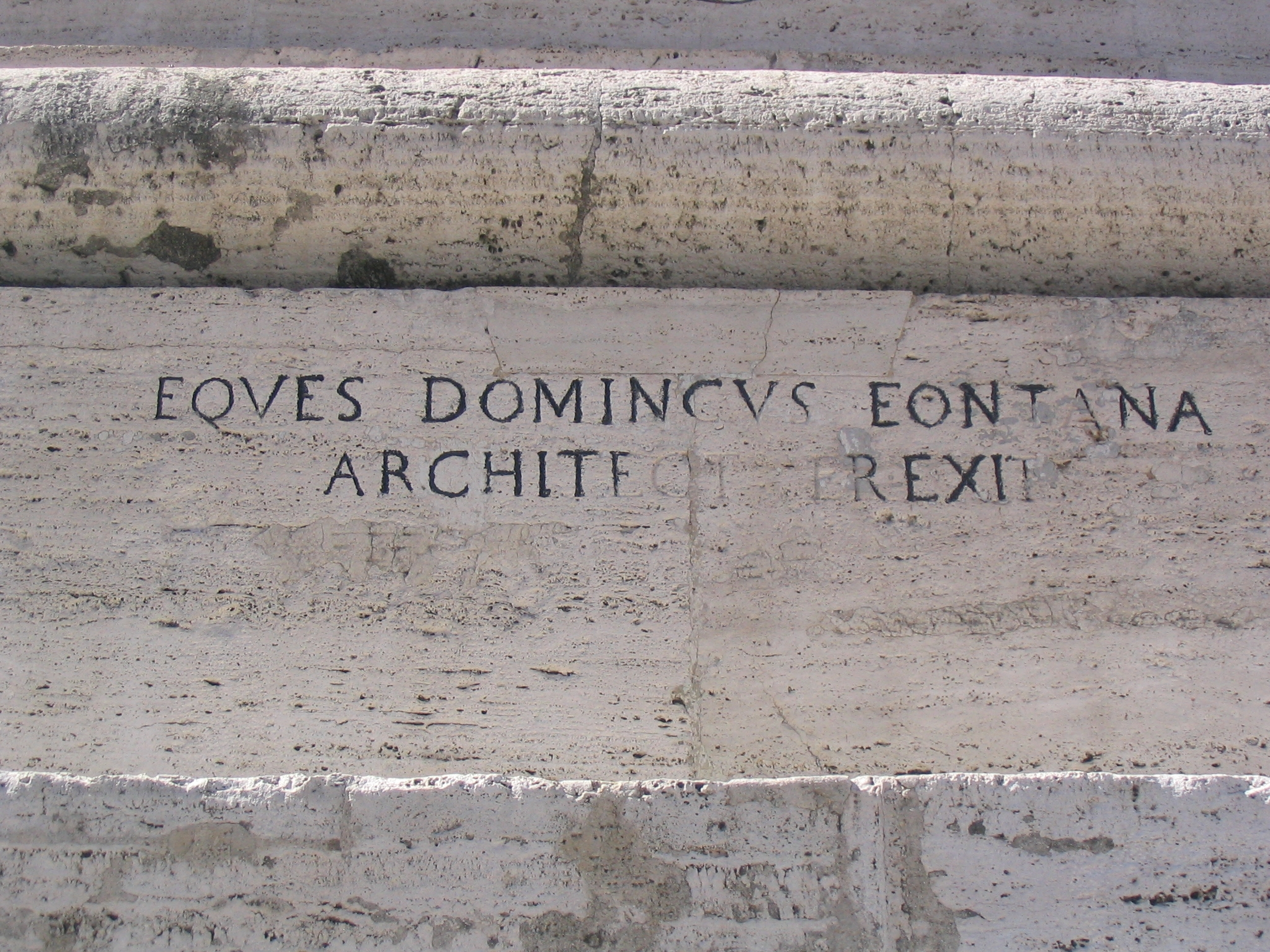
EQVES DOMINICVS FONTANA ARCHITECT EREXIT. Signature de Domenico Fontana sur le piédestal de l'obélisque du Latran.

## Pyramidion
Le pyramidion de l'obélisque du Latran est coiffé de lions portant des montagnes sur lesquelles sont jonchées des étoiles portant une croix.